# Torre de los Guzmanes
La torre de los Guzmanes está situada en el municipio español de La Algaba, en la provincia de Sevilla, en la comunidad autónoma de Andalucía. Se trata de una torre de planta rectangular, 27 metros de altura, almenada y construida en estilo mudéjar.

## Historia
Fue edificada por los Guzmanes en plena guerra civil protagonizada en el reino de Sevilla por la casa de Medina Sidonia y la de Arcos. Se inició en 1440, cuando don Juan de Guzmán, I señor de la Algaba, se hizo con la villa para cumplir funciones defensivas y residenciales y se finalizó pocos años después, hacia 1446, como indica la losa de mármol ubicada sobre la puerta de entrada en la que aparece el escudo que dice:

"Esta torre mando sas/er de usman f/señor defte lugar gijo de/l feños don lus gus/man maestre q fue de ca/latrava año de UVV/CC e XLVI años".

## Descripción
Se trata de un fuerte baluarte almenado. Tiene 27 metros de altura y está construida en ladrillo, salvo la puerta de entrada y algunas ventanas que están hechas en piedra. Tiene cuatro plantas abovedadas y patio en la superior rodeado de un adarve. Su estado de conservación es aceptable. Según la leyenda, la torre comunica con las ruinas de la metrópoli romana Itálica.